# Ricky Falkner
Ricky Falkner Miracle (31 de gener de 1978) és un músic multiinstrumentista i productor musical nascut a Barcelona i establert actualment a Madrid. És baixista i cantant a la banda Egon Soda i bateria de Mi Capitán. Productor de Love of Lesbian i Iván Ferreiro, entre molts altres, també participa com a músic a les seves gires. Va ser membre de la influent i ja desapareguda banda barcelonina Standstill.

## Biografia
Falkner té orígens familiars danesos, alemanys, francesos i catalans. Els seus avis paterns van escapar de l'ocupació nazi a París exiliant-se a Barcelona. La seva àvia Elsa va ser qui li va ensenyar a tocar el piano i li va transmetre l'amor per la música. Com a curiositat, el germà d'Elsa, el seu besoncle Niels K. Jerne, va ser Premi Nobel de Medicina el 1984 pels seus descobriments en immunologia. Va formar-se com a músic a L'Aula de Música Moderna i Jazz al Liceu de Barcelona i So i gravació a Estudi.
A principis de la dècada dels 2000 va començar a tocar en bandes com Egon Soda (formada a l'escola), Sanpedro, Paul Fuster o Refree i, posteriorment, a la banda barcelonina Standstill. Paral·lelament, va iniciar la carrera com a productor musical. La seva primera producció va ser Ungravity, de Love of Lesbian, publicat el 2003. Des de llavors ha produït tots els discos del grup, a més de produir o coproduir treballs discogràfics d'artistes com Sidonie, The New Raemon, Zahara, Miss Caffeína, Iván Ferreiro, Lori Meyers, Berri Txarrak, Niños Mutantes, Mucho, Quique González, Luz Casal o Mikel Erentxun, entre d'altres. Algunes d'aquestes produccions han arribat a ser número u en vendes. És el cas de En la espiral, de Lori Meyers, Casa, d'Iván Ferreiro i els tres últims àlbums de Love of Lesbian, que han arribat a rebre discos d'or i de platí. Altres han sigut destacats per la premsa especialitzada, com Vivalaguerra, de Standstill, que MondoSonoro va considerar "disc de la dècada".
El 2006 va guanyar el Premi Joan Trayter a la Millor Producció Musical pels discos Maniobras de escapismo (Naïve, 2005) de Love of Lesbian i La matrona (Acuarela, 2005) de Refree.

## Discografia

### Com Ricky Falkner
- Ardara BSO (The Indian Runners, 2020)

### Amb Egon Soda
- egonsoda (Cydonia, 2008)
- El hambre, el enfado y la respuesta (Naïve, 2013)
- Dadnos principios (Naïve, 2015)
- El rojo y el negro (Heart of Gold, 2018)
- Bellaurora (Oso Polita, 2022)

### Amb Standstill
- vivalaguerra (Buena Suerte/Intolerancia, 2006)
- Adelante Bonaparte (Buena Suerte, 2010)
- Dentro de la luz (Buena Suerte, 2013)
- Estaría muy bien (Buena Suerte, 2016)

### Amb Mi Capitán
- Drenad el Sena (Music Bus/Warner, 2015)
- Un tiro por la salud del imperio (Warner, 2017)

### Amb Sanpedro
- La Porta estreta (Música Global, 2003)
- L'atracció monumental (Cydonia, 2007)